# Житниченко Іван Васильович
Іва́н Васи́льович Житниче́нко (1886—1938) — кавалер чотирьох Георгіївських хрестів.

## Життєпис
Народився 1889 року в селищі Гришківці — тоді Бистрицька волость (Бердичівський повіт).
З початком Першої світової війни був призваний в ряди Російської армії, де його направили в школу молодших командирів. Старший унтер-офіцер 9-го драгунського Казанського полку. Один із Георгіївських хрестів заслужив в бою 27 травня 1916 року під селом Жубжиці в Галичині.
Пройшов усю війну, учасник Брусиловського прориву. Відзначений чотирма Георгіївськими Хрестами і багатьма медалями. Пройшов усю війну без жодного поранення — в той же час під ним загинуло декілька коней, осколки від снарядів застрявали у чоботах, кашкеті. Усі осколки зберігав у німецькій польовій трофейній сумці.
Після Жовтневого перевороту 1917 року службу в лавах Червоної Армії не проходив. Лише в Бердичеві до нього звертались як до військового спеціаліста при звільненні міста від українсько-польських сил (1920).
У 1930-ті роки він зібрав радіоприймач — серед мешканців вулиці було чимало поляків, які просили його налаштувати радіо на Варшаву, щоб можна було слухати Божу службу з костелу. Був азартним мисливцем і досвідченим садівником. Садок біля його будинку був прикрасою вулиці. Вирощував троянди, любив дарувати їх людям. Особливо любили сусідські діти — вони завжди зустрічали його, бо знали кожному дістанеться гостинець.
Працював начальником цеху на Першому держшкірзаводі ім. Ілліча. 26 квітня 1938 року його уночі заарештували як ворога народу, «білого» офіцера, звинуватили у причетності до «контрреволюційної організації» «Польська організація військових». Усі виявлені нагороди, майно конфіскували.
За постановою трійки при УНКВС по Житомирській області від 4 жовтня 1938 року — розстріляний наступного дня у місті Житомирі.
Його доля для рідних не була відома до 1958 року. Саме цього року його реабілітували (посмертно).

## Вшанування
- 20 березня 2002 року рішенням Бердичівської міської ради № 190 загальноосвітній школі № 6 міста Бердичева присвоєно ім'я Івана Васильовича Житниченка.
- Того ж року вулицю Макаренка, яка є фактично границею між Бердичевом та селищем Гришківці, перейменовано у вулицю імені Івана Житниченка.[2]